# Monuments culturels du district de Kosovska Mitrovica
Cet article recense les monuments culturels du district de Kosovska Mitrovica en Serbie et au Kosovo (point de vue serbe).

## Liste
| ID      | Monument                                                          | Adresse                      | Municipalité                  | Datation                     | Photo |
| ------- | ----------------------------------------------------------------- | ---------------------------- | ----------------------------- | ---------------------------- | ----- |
| SK 1371 | Monastère de Banjska                                              | 42° 58′ 17″ N, 20° 46′ 57″ E | Zvečan (Banjska)              | 1312-1316                    |       |
| SK 1373 | Pont Vojinović                                                    | 42° 49′ 24″ N, 20° 57′ 38″ E | Vučitrn                       | Dernier quart du XIVe siècle |       |
| SK 1374 | Tour Vojinović                                                    | 42° 49′ 24″ N, 20° 57′ 42″ E | Vučitrn                       | 1402-1426                    |       |
| SK 1413 | Monastère de Devič                                                | 42° 43′ 06″ N, 20° 46′ 24″ E | Srbica (Lauša)                | XVe siècle Vandalisé en 2004 |       |
| SK 1416 | Forteresse de Zvečan                                              | 42° 54′ 22″ N, 20° 50′ 53″ E | Zvečan                        | XIe siècle                   |       |
| SK 1449 | Monastère de Sokolica avec l'église du Linceul de la Mère-de-Dieu | 42° 55′ 40″ N, 20° 51′ 46″ E | Kosovska Mitrovica (Boljetin) | XIVe siècle                  |       |
| SK 1506 | Église de la Sainte-Parascève à Čečevo                            | 42° 55′ 11″ N, 20° 36′ 48″ E | Zubin Potok (Čečevo)          |                              |       |
| SK 1507 | Église Saint-Nicolas de Crepulja                                  | 42° 52′ 59″ N, 20° 40′ 36″ E | Zubin Potok (Crepulja)        |                              |       |
| SK 1508 | Église de la Mère-de-Dieu à Duboki Potok                          | 42° 54′ 51″ N, 20° 42′ 30″ E | Zubin Potok (Čitluk)          |                              |       |
| SK 1510 | Maison Ćamilović à Vučitrn                                        |                              | Vučitrn                       |                              |       |